# Men Universe Model
Men Universe Model é um concurso de beleza masculino de nível internacional criado em 2008 com sede na República Dominicana. O intuito do concurso é escolher, dentre os diversos representantes de cada País, o melhor porta-voz da organização perante os veículos de mídias sociais e eventos fashion ao redor do mundo. Comandado pelo empresário Robert Flores, o concurso alcança média abrangência, atingindo por edição cerca de trinta países participantes. Com dez edições concluídas, o certame já tem popularidade no campo de concursos de beleza mundiais. O Brasil possui apenas uma vitória, em 2014 com o potiguar Bruno Mooneyhan.

## Vencedores
Abaixo encontram-se todos os vencedores do concurso:
| Ano  | País                 | Vencedor          | Cidade natal            | Local do evento | Número de competidores | Ref.   |
| ---- | -------------------- | ----------------- | ----------------------- | --------------- | ---------------------- | ------ |
| 2008 | Espanha              | Iván Cabrera      | Xinzo de Limia          | Santo Domingo   | 21                     | [ 1 ]  |
| 2009 | Estados Unidos       | Joshua Day        | Miami                   | Punta Cana      | 24                     | [ 2 ]  |
| 2010 | Bósnia e Herzegovina | Tarik Kaljanać    | Sǎrajeʋo                | Punta Cana      | 33                     | [ 3 ]  |
| 2011 | Venezuela            | Juan Pablo Gómez  | Nueva Esparta           | Punta Cana      | 42                     | [ 4 ]  |
| 2012 | República Dominicana | Erick Jiménez     | Caballeros              | Santo Domingo   | 27                     | [ 5 ]  |
| 2013 | Riviera Maya         | Rafael Chávez     | Culiacán                | Caballeros      | 29                     | [ 6 ]  |
| 2014 | Brasil               | Bruno Mooneyhan   | Natal                   | Santo Domingo   | 27                     | [ 7 ]  |
| 2015 | Holanda              | Rogier Warnawa    | Eindhoven               | Punta Cana      | 35                     | [ 8 ]  |
| 2016 | Panamá               | Marlon Polo       | Colón                   | Punta Cana      | 28                     | [ 9 ]  |
| 2017 | Porto Rico           | Kevin Montes      | San Juan                | Punta Cana      | 39                     | [ 10 ] |
| 2018 | Curaçao              | Anthony Clarinda  | Willemstad              | Puerto Plata    | 36                     | [ 11 ] |
| 2019 | Bolívia              | Jefferson Velasco | Santa Cruz de la Sierra | Puerto Plata    | 24                     | [ 12 ] |

### Hall of fame

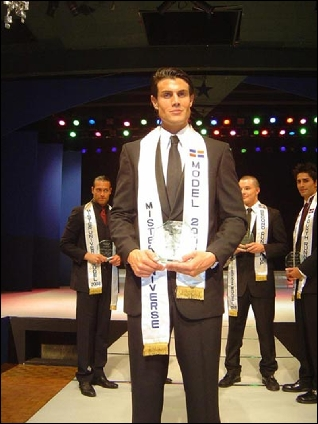
Men Universe 2008, Iván Cabrera

### Conquistas Por País
| Títulos              | País | Vitórias |
| -------------------- | ---- | -------- |
| 1                    |      |          |
| Bolívia              | 2019 |          |
| Curaçao              | 2018 |          |
| Porto Rico           | 2017 |          |
| Panamá               | 2016 |          |
| Holanda              | 2015 |          |
| Brasil               | 2014 |          |
| México               | 2013 |          |
| República Dominicana | 2012 |          |
| Venezuela            | 2011 |          |
| Bósnia e Herzegovina | 2010 |          |
| Estados Unidos       | 2009 |          |
| Espanha              | 2008 |          |

## Desempenho Brasileiro

### Mister Brasil Universo
| Ano  | Campeão              | Representação       | Nasceu em      | Colocação              | Ref.   |
| ---- | -------------------- | ------------------- | -------------- | ---------------------- | ------ |
| 2008 | Cléber Ferreira      | Paraná              | Curitiba       |                        | —      |
| 2009 | Assad Haddad Neto    | Mato Grosso         | Cuiabá         | Semifinalista (Top 12) | [ 13 ] |
| 2010 | Daniel de Jesus      | Minas Gerais        | Belo Horizonte | Semifinalista (Top 15) | [ 14 ] |
| 2011 | Roque Júnior         | Mato Grosso         | Cuiabá         |                        | —      |
| 2012 | Leonardo Romanzeira  | Pernambuco          | Recife         |                        | [ 15 ] |
| 2013 | João Paulo Andrade 1 | Fernando de Noronha | Brasília       | 6º. Lugar              | [ 16 ] |
| 2014 | Bruno Mooneyhan      | Rio Grande do Norte | Natal          | MEN UNIVERSE MODEL     | [ 17 ] |
| 2015 | Renan Cunha          | Rio Grande do Sul   | Esteio         |                        | [ 18 ] |
| 2016 | Breno Ruis           | São Paulo           | Olímpia        |                        | [ 19 ] |
| 2017 | Vitor Seorra         | São Paulo           | São Paulo      |                        | [ 20 ] |
| 2018 | Antonyel Márquez     | Piauí               | Teresina       |                        | [ 21 ] |
| 2019 | Jean Ferrari         | Ilha do Mel         | Curitiba       | 3º. Lugar              | [ 22 ] |

1. Assumiu dias depois do brasiliense Lucas Kubitschek ser destronado por ter feito algumas fotos onde se encontra nu. [23]

### Prêmios especiais
- Mister Fotogenia: Breno Ruis (2016) [24]
- Mister Melhor Passarela: Breno Ruis (2016)